# اورت کرون
اورت کرون (انگلیسی: Evert Kroon; ۹ سپتامبر ۱۹۴۶ – ۲ آوریل ۲۰۱۸) بازیکن واترپلو اهل پادشاهی هلند بود.